# Африканська партія незалежності Гвінеї та Кабо-Верде
Африканська партія незалежності Гвінеї та Кабо-Верде (ПАІГК) (порт. Partido Africano da Independência da Guiné e Cabo Verde, PAIGC) — ліва політична партія у Республіці Гвінея-Бісау й до січня 1981 року — в Республіці Кабо-Верде (потім — Африканська партія незалежності Кабо-Верде)

## Історія
У 1953 після завершення утворення в Португалії на батьківщину повернулась група молодих гвінейців-асиміладуш (переважно — мулатів), серед них були Амілкар Кабрал та Лабері, які створили у місті Бісау таємну організацію — Рух за національну незалежність Гвінеї, який об'єднав революційно налаштовану інтелігенцію та міських робітників з числа асиміладуш.
На базі того руху 19 вересня 1956 року в місті Бісау Амілкар Кабрал, який повернувся з Анголи, разом зі своїм зведеним братом Луїшем Кабралом, Аристидешом Перейрою, Фернанду Фортешем, Жуліо Алмейдою та Елізеєм Турпіном створили у Бісау підпільну Африканську партію незалежності (порт. Partido Africano da Independência, PAI), штаб-квартира якої та навчальний центр розташовувались у місті Конакрі, столиці сусідньої Республіки Гвінея, яка вже з 1958 року була незалежною державою.
1960 року партія отримала нову назву — Африканська партія незалежності Гвінеї та Кабо-Верде, а її метою було проголошено здобуття незалежності португальської Гвінеї та островів Кабо-Верде, створення з них єдиної держави, забезпечення її швидкого економічного та соціального розвитку, зміцнення національної незалежності та демократичного устрою, створення соціалістичного суспільства.
1961 було підписано угоду про входження ПАІГК до складу Єдиного Фронту звільнення разом із Фронтом визволення та національної незалежності Гвінеї (порт. Frente de Libertação e Independência Nacional da Guiné, FLING) (створено 1954, лідер — Е. Лопес да Сілва), штаб-квартира якого розташовувалась у Сенегалі.
Однак, Єдиний Фронт існував недовго й розпався через суперечності між представниками народів фульбе, баланте й папел, що складали більшість ПАІГК, та представниками народу мандінка, що складали більшість членів ФЛІНГ.

### Боротьба за незалежність
У 1960 Амілкар Кабрал в Тунісі створив Африканський революційний фронт незалежності португальських колоній (порт. Frente Revolucionária Africana para a Independência Nacional das colonias portuguesas, FRAIN) до складу якого увійшли ПАІГК та Народний рух за визволення Анголи (МПЛА). 18 квітня 1961 року в марокканському місті Касабланка ПАІГК, (МПЛА), Революційний фронт визволення Мозамбіку (ФРЕЛІМО) та Рух за визволення Сан-Томе і Принсіпі (МЛСТП) створили Конференцію націоналістичних організацій португальських колоній (порт. Conferência das Organizações Nacionalistas das Colónias Portuguesas, CONCP)
Діючи у підпіллі, ПАІГК створила широку мережу своїх організацій у португальській Гвінеї та на островах Кабо-Верде. У січні 1963 року ПАІГК почала збройну боротьбу за незалежність, яку вели Революційні збройні сили народу — ФАРП, створені за зразком ангольських ФАПЛА — Народних збройних сил визволення Анголи, з якими ПАІГК підтримувала тісні стосунки.
На островах Кабо-Верде ідеї збройної боротьби проти португальської влади не мали підтримки серед населення (понад 60% якого складали мулати) й загонів ФАРП у Кабо-Верде не було.
На 1-му з'їзді ПАІГК у лютому 1964 року було ухвалено програму та статут партії, створено її керівні органи та прийнято рішення щодо створення регулярної армії й народної міліції. Збройні активісти партії проходили навчання в СРСР.
У листопаді 1972 року Рада безпеки ООН визнала ПАІГК єдиним істинним представником народів португальської Гвінеї й островів Кабо-Верде.
Після проголошення 24 вересня 1973 року незалежності Гвінеї-Бісау ПАІГК стала урядовою партією в цій країні (наступного року всі решту політичних партій та рухів, за винятком Фронту боротьби за повну національну незалежність Гвінеї, було заборонено).
У квітні 1974 року новий португальський уряд визнав ПАІГК як законного представника населення Кабо-Верде та вступив із нею до перемовин, під час яких ПАІГК вимагала одночасного визнання Португалією незалежності Республіки Гвінея-Бісау й надання незалежності Кабо-Верде. Португальська сторона була проти висування ПАІГК вимог щодо надання незалежності Кабо-Верде, посилаючись на те, що ПАІГК не представляє інтереси більшості населення Кабо-Верде, що на території Кабо-Верде не було визвольної війни та що більшість населення Кабо-Верде є громадянами Португалії й віддають перевагу збереженню з нею відносин у формі автономії.
У листопаді 1974 року в Лісабоні було підписано угоду про проголошення незалежності Кабо-Верде і сформовано перехідний уряд, а 5 липня 1975 було власне проголошено незалежність Республіки Кабо-Верде.

### Урядова партія
У 1975–1980 роках ПАІГК була єдиною урядовою партією у Гвінеї-Бісау та Кабо-Верде, її головною метою було проголошено об'єднання Гвінеї-Бісау з Кабо-Верде на єдину соціалістичну державу.
14 листопада 1980 року голова Ради державних комісарів Гвінеї-Бісау Жуан Бернарду Вієйра в результаті безкровного перевороту усунув від влади голову Державної ради Луїша Кабрала й інших мулатів — вихідців із Кабо-Верде, які були змушені залишити Гвінею-Бісау.
У січні 1981 у Кабо-Верде ПАІГК було перейменовано на Африканську партію незалежності Кабо-Верде (ПАІКВ).

### Новітня історія
У січні 1991 2-й позачерговий з'їзд ПАІГК скасував 5-ту статтю конституції, яка затверджувала керівну й напрямну роль ПАІГК у державі та суспільстві. У грудні того ж року з'їзд партії визнав за необхідне проведення політики демократизації та запровадження у Гвінеї-Бісау багатопартійності. Перші багатопартійні вибори президента й парламенту відбулись 1994 року.
28 березня 2004 року відбулись вибори до Національних зборів, більшість місць у яких здобула ПАІГК, лідер якої Карлош Жуніор очолив уряд. На парламентських виборах 16 листопада 2008 року ПАІГК отримала 67 місць із 100. За результатами виборів 2009 року президентом Республіки був обраний кандидат від ПАІГК Малам Бакай Санья.

## Структура партії
Вищий орган партії — з'їзд. З 1964 року дотепер відбулось 6 чергових і 4 позачергових з'їзди ПАІГК:
- 1-й з'їзд, 13—17 лютого 1964 року, Кассака («з'їзд чотирьох»);
- 2-й з'їзд, 18—22 липня 1973 року, Фуламоре (перший з'їзд після загибелі Кабрала);
- 3-й з'їзд, 15—20 вересня 1977 року, Бісау (перший з'їзд після здобуття незалежності);
  - 1-й позачерговий з'їзд, 8—12 листопада 1981 року, Бісау;
- 4-й з'їзд, 9—14 жовтня 1986 року, Бісау (ПАІГК проголошено єдиною партією Гвінеї-Бісау, керівною та організаційною силою держави й суспільства);
  - 2-й позачерговий з'їзд, 20—25 січня 1991 року, Бісау (скасовано 5 статтю конституції Гвінеї-Бісау);
- 5-й з'їзд, 15—20 грудня 1991 року, Бісау (ухвалено політику багатопартійності);
- 6-й з'їзд, травень 1998 року, Бісау;
  - 3-й позачерговий з'їзд, 2—6 вересня 1999 року, Бісау;
  - 4-й позачерговий з'їзд, 30 січня — 9 лютого 2002 року, Бісау (обрано сучасне керівництво партії).

Між з'їздами партією керували генеральні секретарі ЦК Політичного бюро ПАІГК, а з 1999 року — голови ПАІГК.

### Генеральні секретарі Політбюро ЦК ПАІГК
- вересень 1956 — липень 1973 — Амілкар Кабрал
- липень 1973 — листопад 1980 — Арістидіш Марія Перейра 
 (президент Кабо-Верде з 5 липня 1975 до 22 березня 1991 року)
- з листопада 1981 — Жуан Бернарду Вієйра

### Голова ПАІГК
- травень 1998 — вересень 1999 — Жуан Бернарду Вієйра

### Президенти ПАІГК
- вересень 1999 — лютий 2002 року — Франсішку Бенанте
- З лютого 2002 — Карлуш Гоміш Жуніор

## Друковані органи партії
- Газета «Но пінча» (No Pintcha)
- Журнал «Мілітанте» (O Militante)

## Символи

### Девіз
Першим девізом ПАІГК було: «Освіта, праця, боротьба» (порт. Estudo, trabalho, luta).
Чинним статутом ПАІГК встановлено девіз: «Єдність і боротьба'» (порт. Unidade e luta).

### Емблема
У першій емблемі ПАІГК було зображено відкриту книгу, палаючий смолоскип, чорну п'ятипроменеву зірку, мушлю, абревіатуру назви партії й девіз.
Чинна емблема:
|  | Емблема ПАІГК має у своїй основі жовту мушлю, яка з двох боків оточена зеленим пальмовим листям, з написом червоним у верхній частині „PAIGC“, й у нижній частині, під чорною зіркою по боках слова девізу „UNIDADE“ і „LUTA“». |

### Прапор

Варіант прапора

Чинним статутом установлено такий опис прапора:
|  | Прапор ПАІГК складається з трьох прямокутних поясів, з яких червоний розташований вертикально, а два інших — горизонтально послідовно, жовтого й зеленого кольорів, з чорно- зіркою на червоному поясі, під якою написано абревіатуру PAIGC». |